# 逆賊的幕臣
《逆賊的幕臣》，是日本放送協會製作的第66部大河劇，預定自2027年1月起於日本時間每週日晚間八點於NHK綜合頻道播出，松坂桃李主演。

## 故事內容及簡介
本劇描述德川幕府末期，三河小栗氏第12代當主，明治維新的起點人，日本産業革命的起點横須賀造船所創辦人小栗忠順的一生。

## 登場人物

### 主角
- 小栗忠順

演出：松坂桃李